# Mare e monti

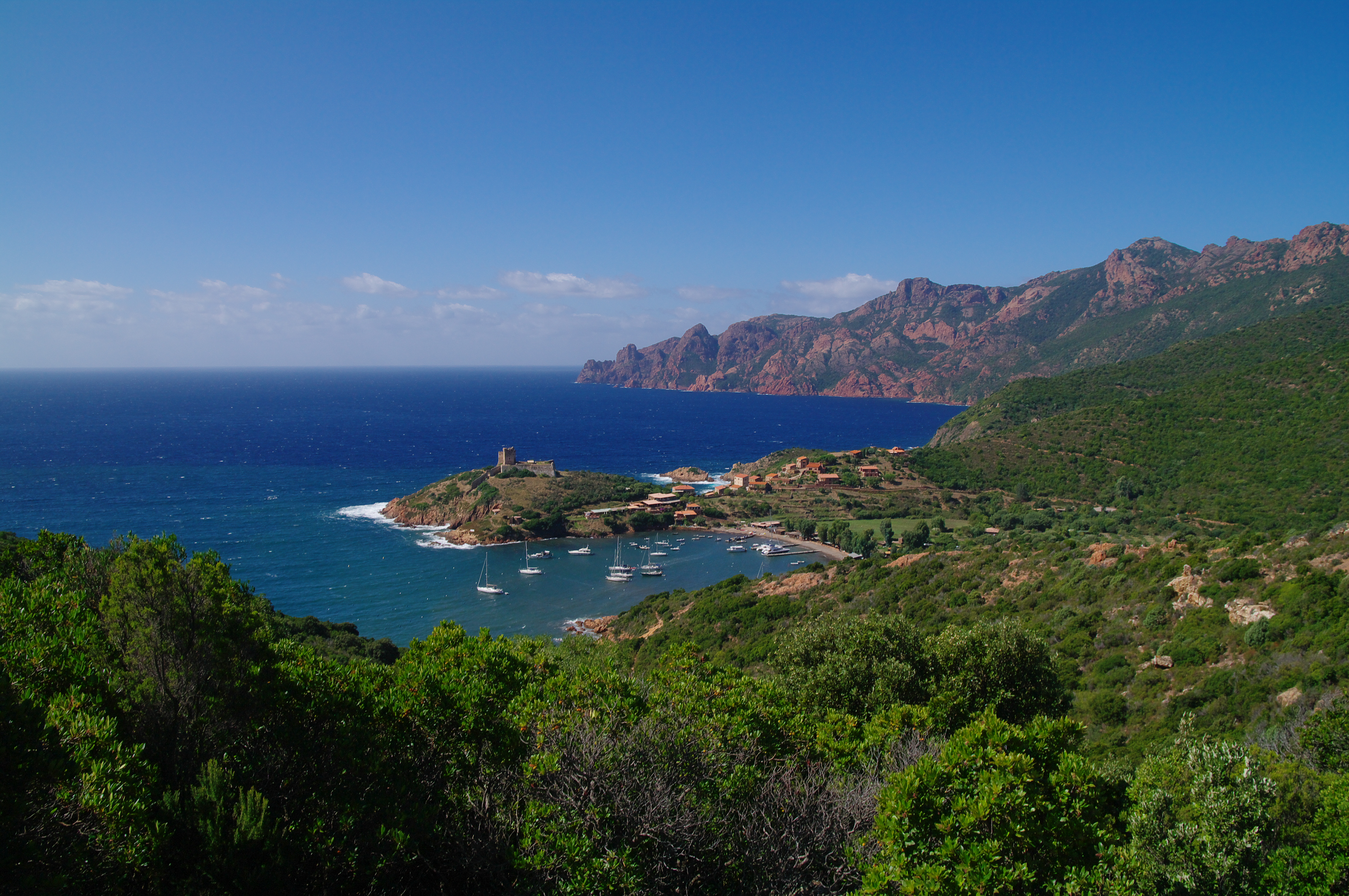
Blick auf Girolata vom Wanderweg mare e monti nord aus, im Hintergrund die Halbinsel La Scandola

Unter dem Begriff Mare e monti werden drei Fernwanderwege in Korsika zusammengefasst, die die Insel in West-Ost-Richtung durchqueren. Im Gegensatz zum bekannten GR20 handelt es sich hierbei um Wanderwege, die meist in Küstennähe in niedriger Höhenlage verlaufen.

## Mare e monti nord
Verläuft von Calenzana nach Cargèse und gilt als der beliebteste Wanderweg. Für die Wanderungen werden etwa 10 Tage / 50 Stunden benötigt.

## Mare e monti sud
Verläuft von Porticcio nach Burgo. Für die Wanderungen werden etwa 5 Tage / 26 Stunden benötigt.

## Mare e monti livantinu
Verläuft von Solenzara nach Ghisoni. Für die Wanderungen werden etwa 6 Tage / 30 Stunden benötigt.